# Goya 1993
Die 7. Verleihung des Goya fand am 13. März 1993 im Palacio de Congresos in Madrid statt. Der spanische Filmpreis wurde in 22 Kategorien vergeben. Zusätzlich wurde ein Ehren-Goya verliehen. Die erotische Filmkomödie Belle Epoque von Fernando Trueba war mit herausragenden 17 Nominierungen der große Favorit des Abends und konnte mit neun Auszeichnungen auch die meisten Preise gewinnen. Die Preisverleihung wurde von dem Schauspieler Imanol Arias moderiert.

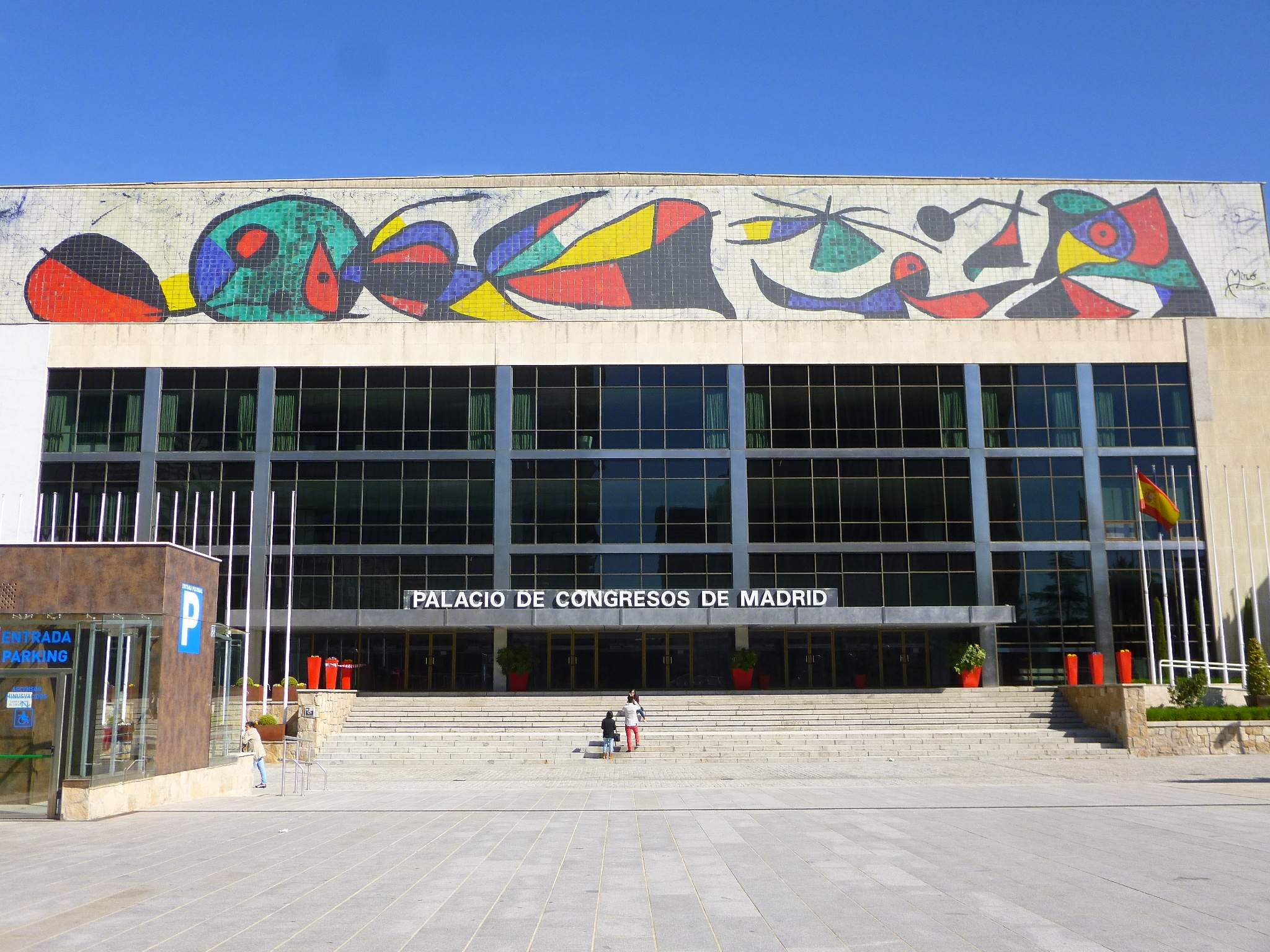
Der Palacio de Congresos, der Veranstaltungsort der Verleihung

## Gewinner und Nominierte
| Statistik (Filme mit mehr als einer Nominierung) N=Nominierung; A=Auszeichnung |    |   |
| Film                                                                           | N  | A |
| Belle Epoque                                                                   | 17 | 9 |
| The Fencing Master                                                             | 11 | 3 |
| Aktion Mutante                                                                 | 6  | 3 |
| Jamon Jamon                                                                    | 6  | 0 |
| Kühe                                                                           | 4  | 1 |
| La marrana                                                                     | 2  | 1 |
| Orquesta Club Virginia                                                         | 2  | 1 |
| Bis daß der Tod euch scheidet                                                  | 2  | 0 |

### Bester Film (Mejor película)
Belle Epoque (Belle epoque) – Regie: Fernando Trueba
- Jamon Jamon (Jamón, jamón) – Regie: Bigas Luna
- The Fencing Master (El maestro de esgrima) – Regie: Pedro Olea

### Beste Regie (Mejor dirección)
Fernando Trueba – Belle Epoque (Belle epoque)
- Pedro Olea – The Fencing Master (El maestro de esgrima)
- Bigas Luna – Jamon Jamon (Jamón, jamón)

### Beste Nachwuchsregie (Mejor dirección novel)
Julio Medem – Kühe (Vacas)
- Álex de la Iglesia – Aktion Mutante (Acción mutante)
- Chus Gutiérrez – Sublet

### Bester Hauptdarsteller (Mejor actor)
Alfredo Landa – La marrana
- Javier Bardem – Jamon Jamon (Jamón, jamón)
- Jorge Sanz – Belle Epoque (Belle epoque)

### Beste Hauptdarstellerin (Mejor actriz)
Ariadna Gil – Belle Epoque (Belle epoque)
- Penélope Cruz – Jamon Jamon (Jamón, jamón)
- Assumpta Serna – The Fencing Master (El maestro de esgrima)

### Bester Nebendarsteller (Mejor actor de reparto)
Fernando Fernán Gómez – Belle Epoque (Belle epoque)
- Enrique San Francisco – Orquesta Club Virginia
- Gabino Diego – Belle Epoque (Belle epoque)

### Beste Nebendarstellerin (Mejor actriz de reparto)
Chus Lampreave – Belle Epoque (Belle epoque)
- Mary Carmen Ramírez – Belle Epoque (Belle epoque)
- Pastora Vega – Bis daß der Tod euch scheidet (Demasiado corazón)

### Bestes Originaldrehbuch (Mejor guion original)
Rafael Azcona, José Luis García Sánchez und Fernando Trueba – Belle Epoque (Belle epoque)
- Michel Gaztambide und Julio Medem – Kühe (Vacas)
- Bigas Luna und Cuca Canals – Jamon Jamon (Jamón, jamón)

### Bestes adaptiertes Drehbuch (Mejor guion adaptado)
Francisco Prada, Antonio Larreta, Pedro Olea und Arturo Pérez-Reverte – The Fencing Master (El maestro de esgrima)
- Rafael Alcázar und Manuel Vázquez Montalbán – El laberinto griego
- Adolfo Marsillach – Yo me bajo en la próxima, ¿y usted?

### Beste Produktionsleitung (Mejor dirección de producción)
Esther García – Aktion Mutante (Acción mutante)
- Cristina Huete – Belle Epoque (Belle epoque)
- Antonio Guillén Rey – The Fencing Master (El maestro de esgrima)

### Beste Kamera (Mejor fotografía)
José Luis Alcaine – Belle Epoque (Belle epoque)
- Hans Burmann – La marrana
- Alfredo F. Mayo – The Fencing Master (El maestro de esgrima)

### Bester Schnitt (Mejor montaje)
Carmen Frías – Belle Epoque (Belle epoque)
- José Salcedo – The Fencing Master (El maestro de esgrima)
- Pablo Blanco – Aktion Mutante (Acción mutante)

### Bestes Szenenbild (Mejor dirección artística)
Juan Botella – Belle Epoque (Belle epoque)
- Luis Vallés – The Fencing Master (El maestro de esgrima)
- José Luis Arrizabalaga – Aktion Mutante (Acción mutante)

### Beste Kostüme (Mejor diseño de vestuario)
Javier Artiñano – The Fencing Master (El maestro de esgrima)
- Lala Huete – Belle Epoque (Belle epoque)
- Yvonne Blake – La reina anónima

### Beste Maske (Mejor maquillaje y peluquería)
Paca Almenara – Aktion Mutante (Acción mutante)
- Ana Ferreira und Ana Lorena – Belle Epoque (Belle epoque)
- Romana González und Josefa Morales – The Fencing Master (El maestro de esgrima)

### Beste Spezialeffekte (Mejores efectos especiales)
Olivier Gleyze, Yves Domenjoud, Jean-Baptiste Bonetto, Bernard André Le Boett, Emilio Ruiz del Río und Poli Cantero – Aktion Mutante (Acción mutante)
- Reyes Abades – Kühe (Vacas)
- Lee Wilson – Bis daß der Tod euch scheidet (Demasiado corazón)

### Bester Ton (Mejor sonido)
Julio Recuero, Gilles Ortion, Enrique Molinero und José A. Bermúdez – Orquesta Club Virginia
- Ricard Casals Alexandri und Miguel Rejas – Jamon Jamon (Jamón, jamón)
- Alfonso Pino und Georges Prat – Belle Epoque (Belle epoque)

### Beste Filmmusik (Mejor música original)
José Nieto – The Fencing Master (El maestro de esgrima)
- Alberto Iglesias – Kühe (Vacas)
- Antoine Duhamel – Belle Epoque (Belle epoque)

### Bester Kurzfilm (Mejor cortometraje de ficción)
El columpio – Regie: Álvaro Fernández Armero
- Huntza – Regie: Antonio Conesa
- Oro en la pared – Regie: Jesús Delgado

### Bester Dokumentarkurzfilm (Mejor cortometraje documental)
Primer acorde – Regie: Ramiro Gómez Bermúdez de Castro
- Manualidades – Regie: Santiago Lorenzo

### Bester europäischer Film (Mejor película europea)
Indochine, Frankreich – Regie: Régis Wargnier
- Geheimprotokoll (Hidden Agenda), Großbritannien – Regie: Ken Loach
- Riff-Raff, Großbritannien – Regie: Ken Loach

### Bester ausländischer Film in spanischer Sprache (Mejor película extranjera de habla hispana)
Ein Ort auf dieser Welt (Un lugar en el mundo), Argentinien – Regie: Adolfo Aristarain
- Bittersüße Schokolade (Como agua para chocolate), Mexiko – Regie: Alfonso Arau
- Disparen a matar, Venezuela – Regie: Carlos Azpúrua

## Ehrenpreis (Goya de honor)
- Manuel Mur Oti, spanischer Regisseur